# 5403 Takachiho
För andra betydelser, se Takachiho.
5403 Takachiho eller 1990 DM är en asteroid i huvudbältet som upptäcktes den 20 februari 1990 av de japanska astronomerna Yoshio Kushida och Masaru Inoue vid Yatsugatake-Kobuchizawa-observatoriet. Den är uppkallad efter Takachiho, Japan.
Asteroiden har en diameter på ungefär 15 kilometer.